# Бришем и судим
Бришем и судим је југословенски филм из 1919. године. Режирао га је Арност Грунд а сценарио је написао Игњат Борстник.

## Улоге
| Глумац           | Улога |
| ---------------- | ----- |
| Иво Бадалић      |       |
| Игњат Борстник   |       |
| Андрија Герасицћ |       |
| Алфред Гринхут   |       |
| Тошо Лесић       |       |
| Цара Негри       |       |
| Јосип Павић      |       |
| Тонка Савић      |       |
| Конрад Шмит      |       |
| Тито Строци      |       |
| Милада Тана      |       |